# Swarycewicze
Swarycewicze (ukr. Сварицевичі, Swarycewyczi) – wieś na Ukrainie, w obwodzie rówieńskim, w rejonie sarneńskim, w hromadzie Dąbrowica. W 2019 liczyła 1870 mieszkańców.
W okresie międzywojennym wieś znajdowała się w granicach II RP, wchodząc w skład gminy Wiczówka w powiecie pińskim, w województwie poleskim.